# Хмелиська
Хме́лиська — село в Україні, у Підволочиській селищній громаді Тернопільського району Тернопільської області. Розташоване на сході району.
До 2015 року було центром Хмелиськівської сільської ради. Від вересня 2015 року ввійшло у склад Підволочиської селищної громади.
Населення — 697 осіб (2007).

## Географія
Селом тече річка Вальчак.

## Назва
Свою назву село отримало від рослини — хмелю, яким рясно були вкриті яри навколо першого поселення на території села.

## Історія
Хмелиська вперше згадуються як Хмелища у протоколах люстрації королівських земель 1564—1565 років. Проте період від заснування села до кінця ХІХ століття не вивчений. Зараз мальовниче село Хмелиська належить до Підволочиського району Тернопільської області. Розташоване воно у південно-західному напрямку від Підволочиська на відстані 12 кілометрів. По його території проходить Товтровий кряж та протікає річечка Самець, що бере початок у західній частині населеного пункту. Нову письмову згадку про село із назвою Хмелиська відносять до початку XIX століття. Йдеться про дату зведення кам'яної споруди церкви на території села Хмелиська у 1807 році.
Дослідженим періодом історії села Хмелиська можна вважати, починаючи із початку XIX століття. Після того, як відбулись поділи Польщі, територія краю відійшла до складу Габсбурзької монархії (з 1804 — Австрійської імперії, з 1867 — Австро-Угорщини). Момент становлення нової влади залишив по собі добру пам'ятку. У документах збереглись свідчення того, що в період, коли західноукраїнські землі потерпали від війни, яку вела Австрія проти наполеонівської Франції, у селі було споруджено кам'яну церкву. Згідно з наявними у сільській церкві записами, місцевий селянин Василь Романчук відвозив у Збараж гроші, зібрані із селян як податки. В цей час за умовами Шенбрунського перемир'я територія краю переходила під владу Росії. Скориставшись непорозуміннями, Василь Романчук зібрані для податку гроші не здав. Повернувшись у село, на ці кошти було вирішено спорудити кам'яну церкву.
Наприкінці XIX ст. тут проживало кілька сотень римо-католиків, яким на богослужіння доводилося вибиратися до костелу в селі Галущинці (1851 — заснування парафії, 1868 — побудова в Галущинцях храму). Врешті, близько 800 католиків з Хмелисьок дозріли до власної каплички, яку й було зведено з цегли в 1899 р. Освячено капличку святого Якова. Станом на 1903 р. в селі нараховувалось майже тисячу вірян. Священником був отець Олександр Панек. Коли кількість католиків сягнула 1,5 тис. (після Першої світової війни), в селі нарешті була заснована власна парафія.
Особливою сторінкою історії села є події другої світової війни. Вона страшним лихом лягла на долю селян. Після війни місцеві жителі із новою силою підняли патріотичні настрої. Частина юнаків та дівчаті пішли у загони УПА. За націоналістичні настрої совіти репресували деяких хмелиськівчан. У післявоєнний період село почало потроху відновлювати звичний сільський ритм життя. Повернувшись, радянська влада почала «господарювати по-новому». Було закрито костел. Поляки почали відселятись у Польщу, а їхні садиби посіли лемки, яких також примусово переселяли у Галичину. У роки радянської влади у селі було організовано колгосп. Люди в цей час жили бідно, бо працювали за трудодні. Лише з сімдесятих років двадцятого століття жителі села почали масово будувати нові житлові будинки, заявились перші приватні легкові автомобілі. Місцева школа в цей час нараховувала в середньому сто шістдесят учнів та була восьмикласною. Саме тоді село було газифіковано (1985 рік) та прокладено у селі (1986 рік) асфальтову дорогу.
У рік проголошення незалежної України (1991 р.) у селі із новою силою піднеслись патріотичні настрої. Було насипано могилу УСС, на державних установах села підняли синьо-жовтий прапор. З того часу в селі створено сільську раду та відновлено богослужіння у місцевому костелі (1994 р.).
Протягом усього часу у селі була діючою місцева святиня — церква Праведної Ганни. Саме вона була і є духовним центром життя сільської громади.
За роки незалежності село Хмелиська переживало свої піднесення та занепади. Дев'яності роки ввійдуть в історію, як важкі в економічному плані. Багато хмелиськівчан з того часу вирушив на пошуки роботи за кордон. Та все ж таки, це звичайне галицьке село. Воно славне своїми працьовитими людьми, мальовничою природою. На даний час у селі проживає понад 700 осіб. У селі діючою є школа І-ІІ ступенів, дитячий садочок «Яблунька», діє сільська бібліотека, ФАП.
12 червня 2020 року, відповідно до розпорядження Кабінету Міністрів України  № 724-р «Про визначення адміністративних центрів та затвердження територій територіальних громад Тернопільської області», увійшло до складу Підволочиської селищної громади.
19 липня 2020 року, в результаті адміністративно-територіальної реформи та ліквідації Підволочиського району, село увійшло до складу новоствореного Тернопільського району.

## Населення

### Мова
Розподіл населення за рідною мовою за даними перепису 2001 року:

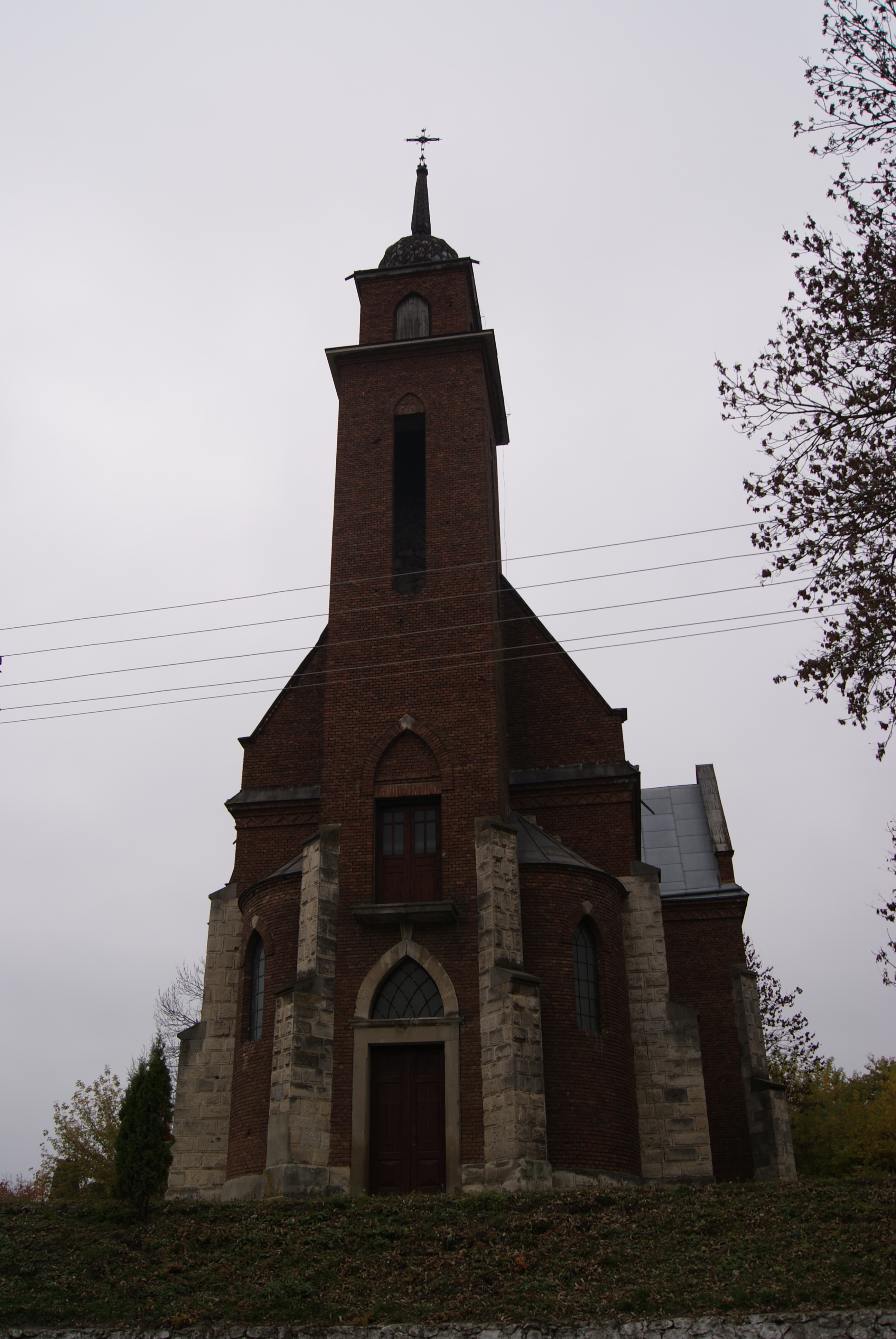
Костел святого Якова

| Мова       | Кількість | Відсоток |
| ---------- | --------- | -------- |
| українська | 706       | 99.3%    |
| російська  | 5         | 0.7%     |
| Усього     | 711       | 100%     |

## Релігія
- церква Святої Праведної Анни (1805, ПЦУ, мурована);
- костел Воздвиження Святого Хреста (1895).

## Пам'ятки
- Ботанічні пам'ятка природи місцевого значення Полупанівські буки та Дуб «Полупанівський».
- Споруджено пам'ятник воїнам-односельцям, полеглим у німецько-радянській війні (1970).

Пам'ятник Т. Шевченку
Щойновиявлена пам'ятка монументального мистецтва.
Встановлений 2000 р. за кошти сільської громади з ініціативи сільського осередку Народного руху України.
Погруддя — бетон, постамент — камінь.
Погруддя — 1,0 м.

## Соціальна сфера
Працюють ЗОШ 1-2 ступенів, дошкільний заклад, клуб, бібліотека, ФАП, відділення зв'язку, ТОВ «Агрофірма „Медобори“», 2 торгові заклади.

## Відомі люди
- Павло Альбін  — священик, благодійник;
- Баран Михайло Михайлович  — відомий бандурист, художник, кобзар.
- Кушак Володимир — український військовик, учасник російсько-української війни[6].

## Галерея

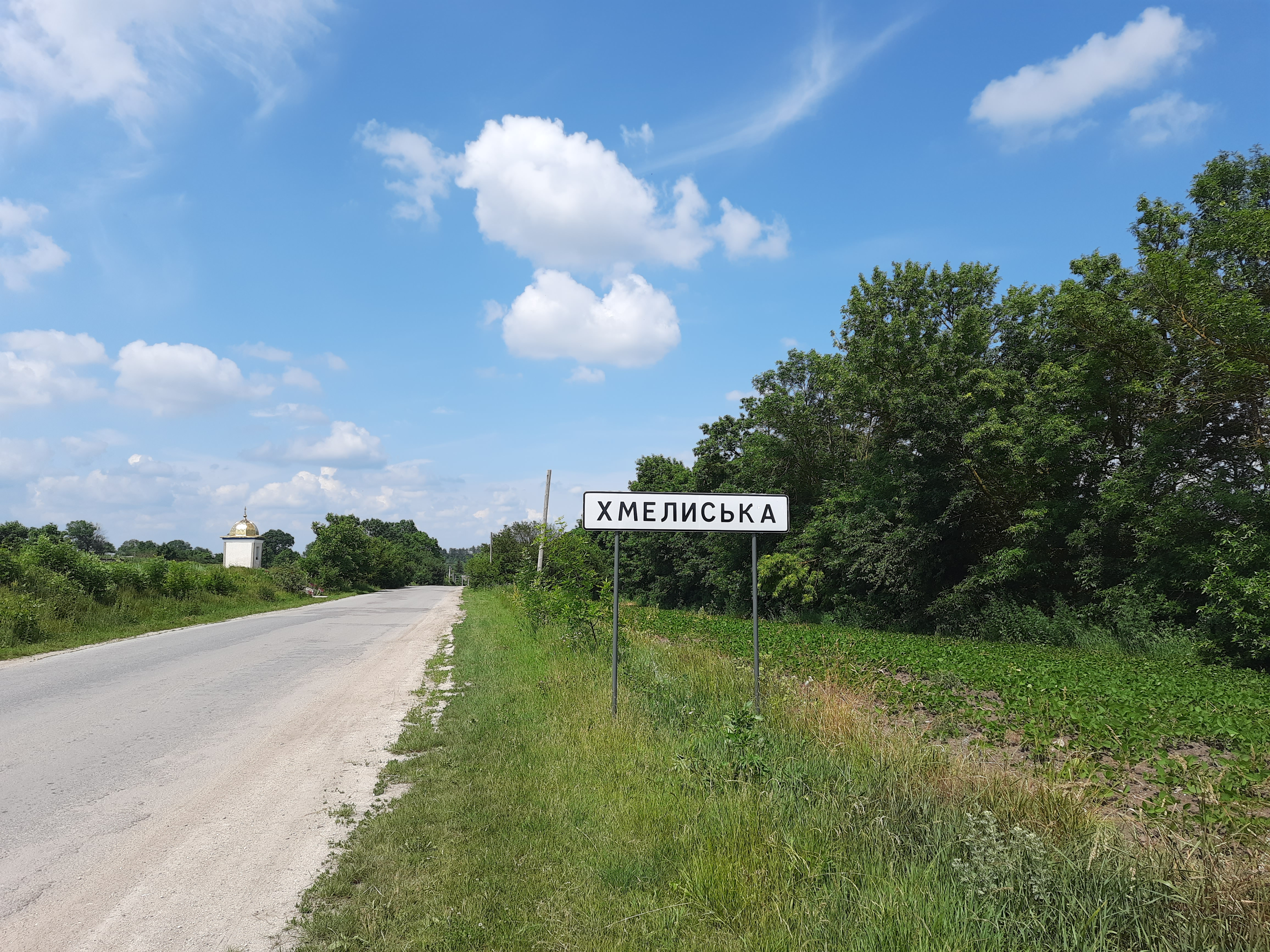
Дорожній знак при в'їзді в село
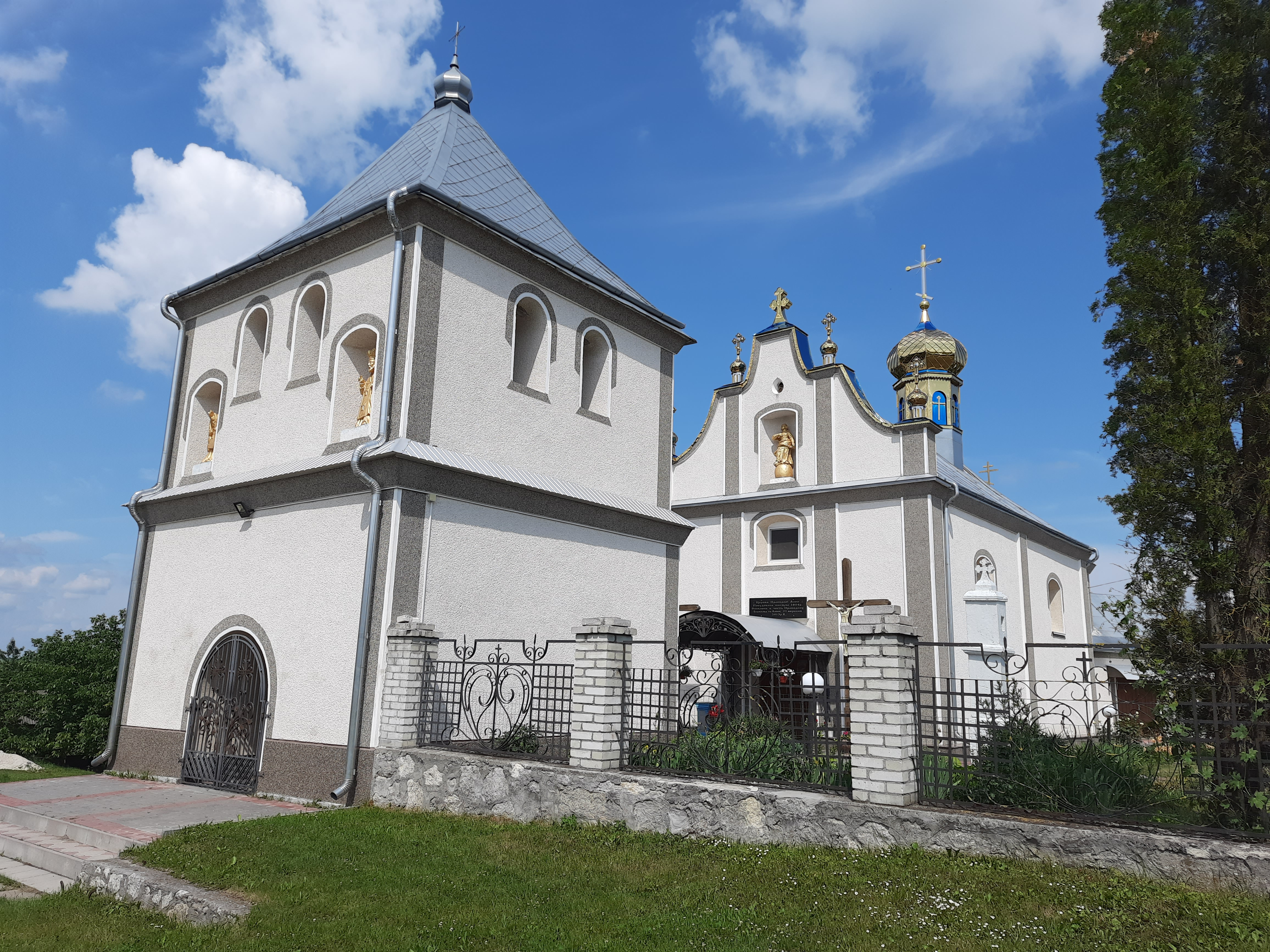
Церква Святої Праведної Анни
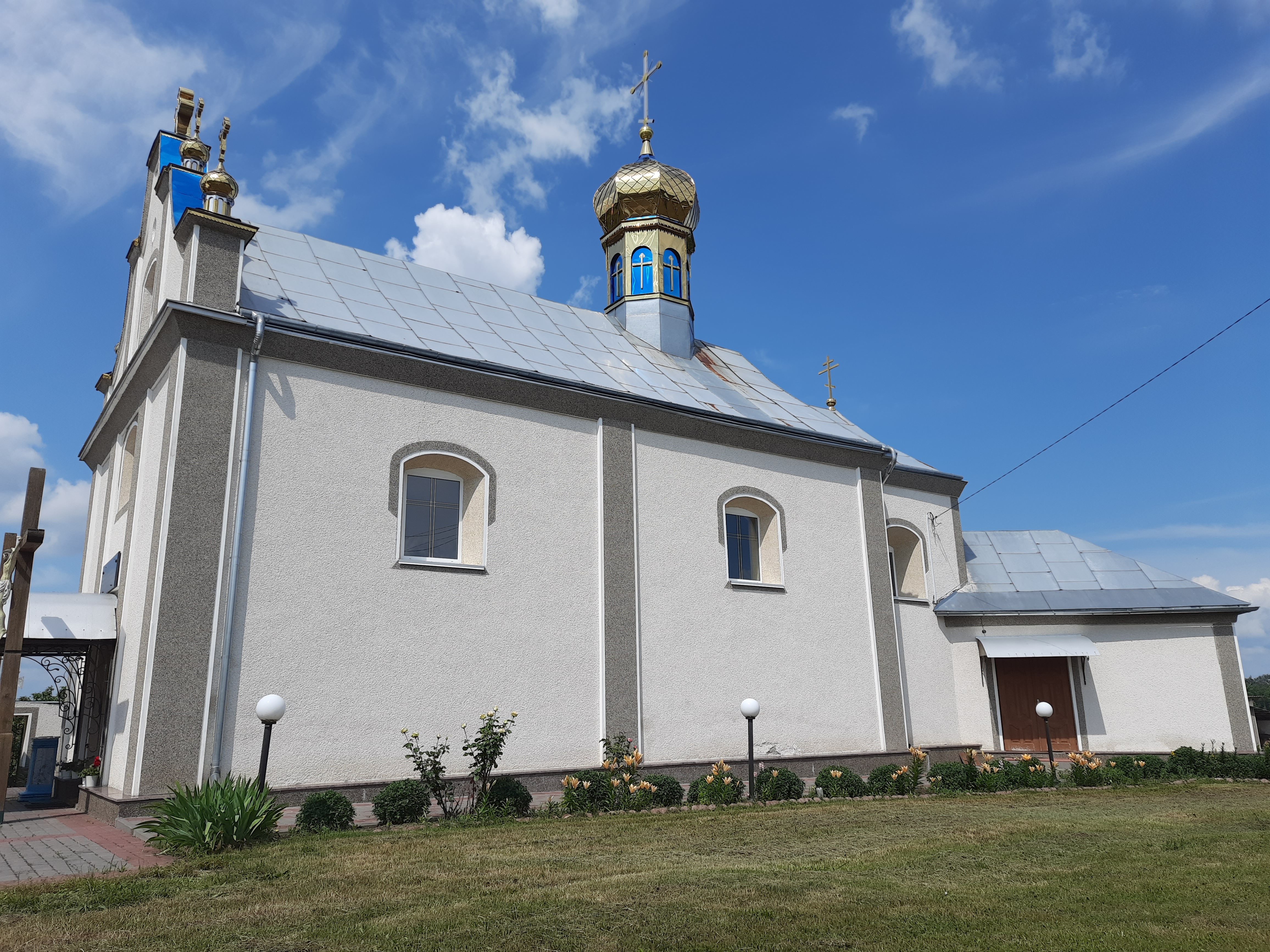
Костел Воздвиження Святого Хреста
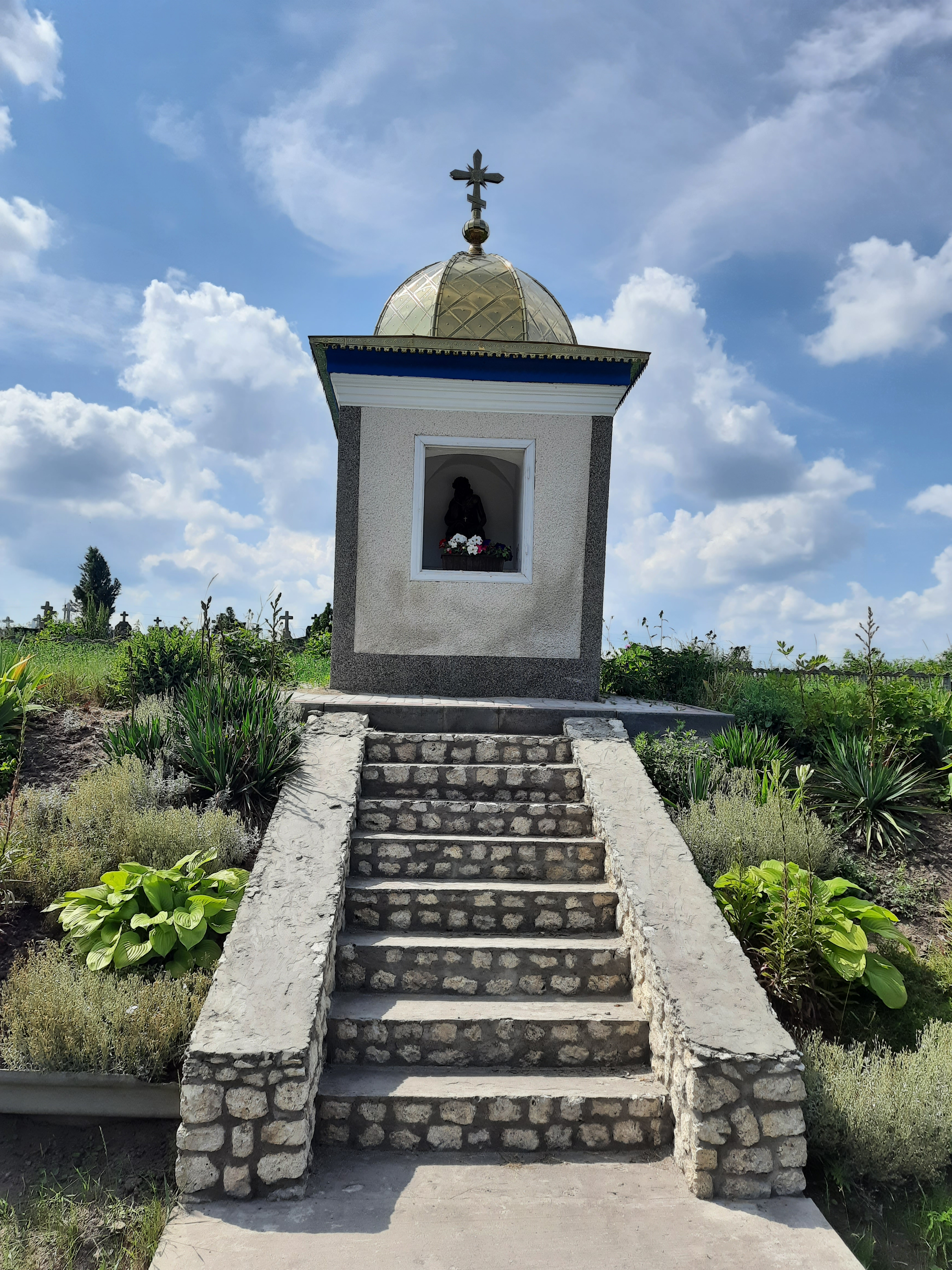
Капличка
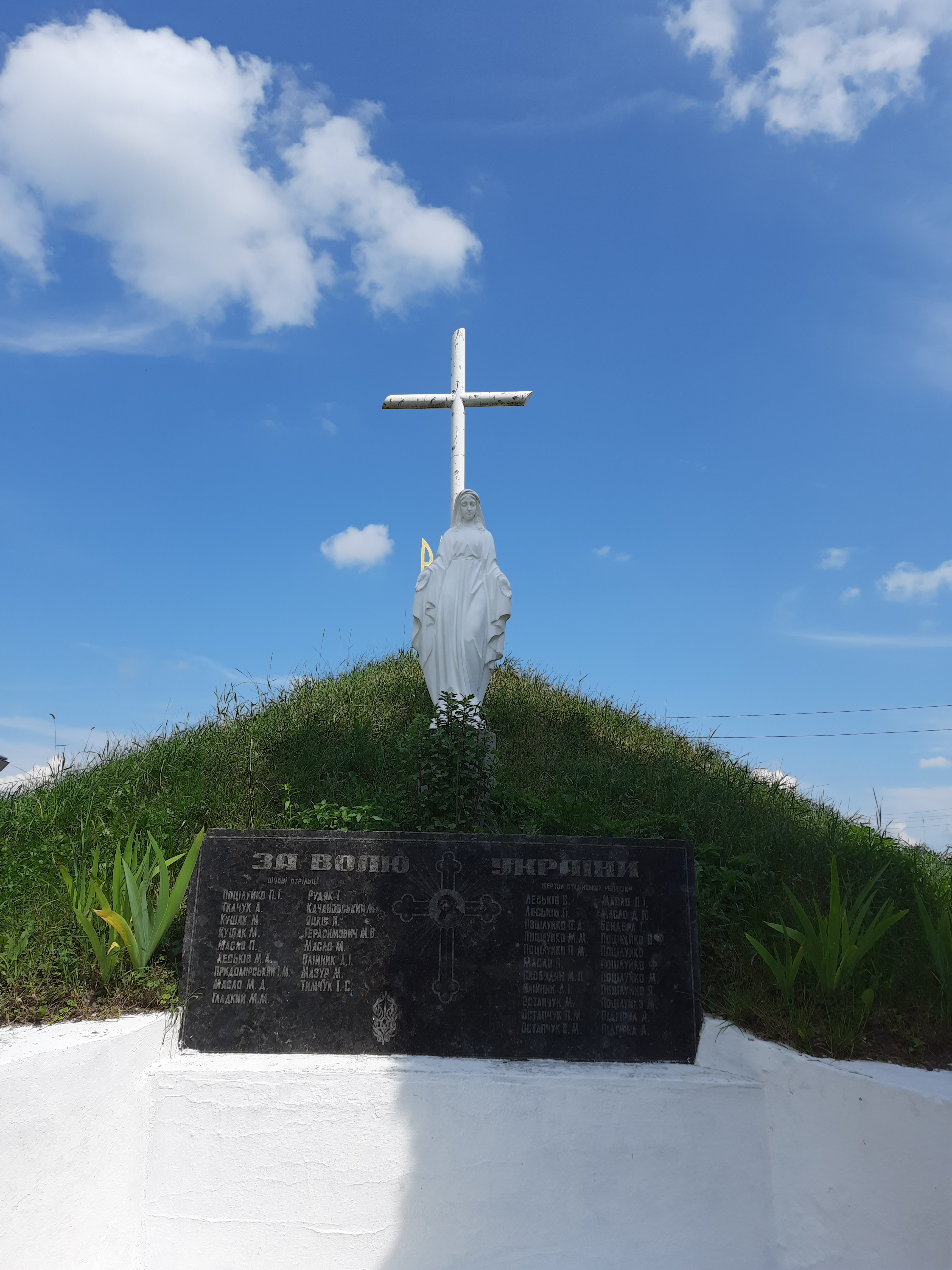
Символічна могила Борцям за волю України